# Matthäus Zell

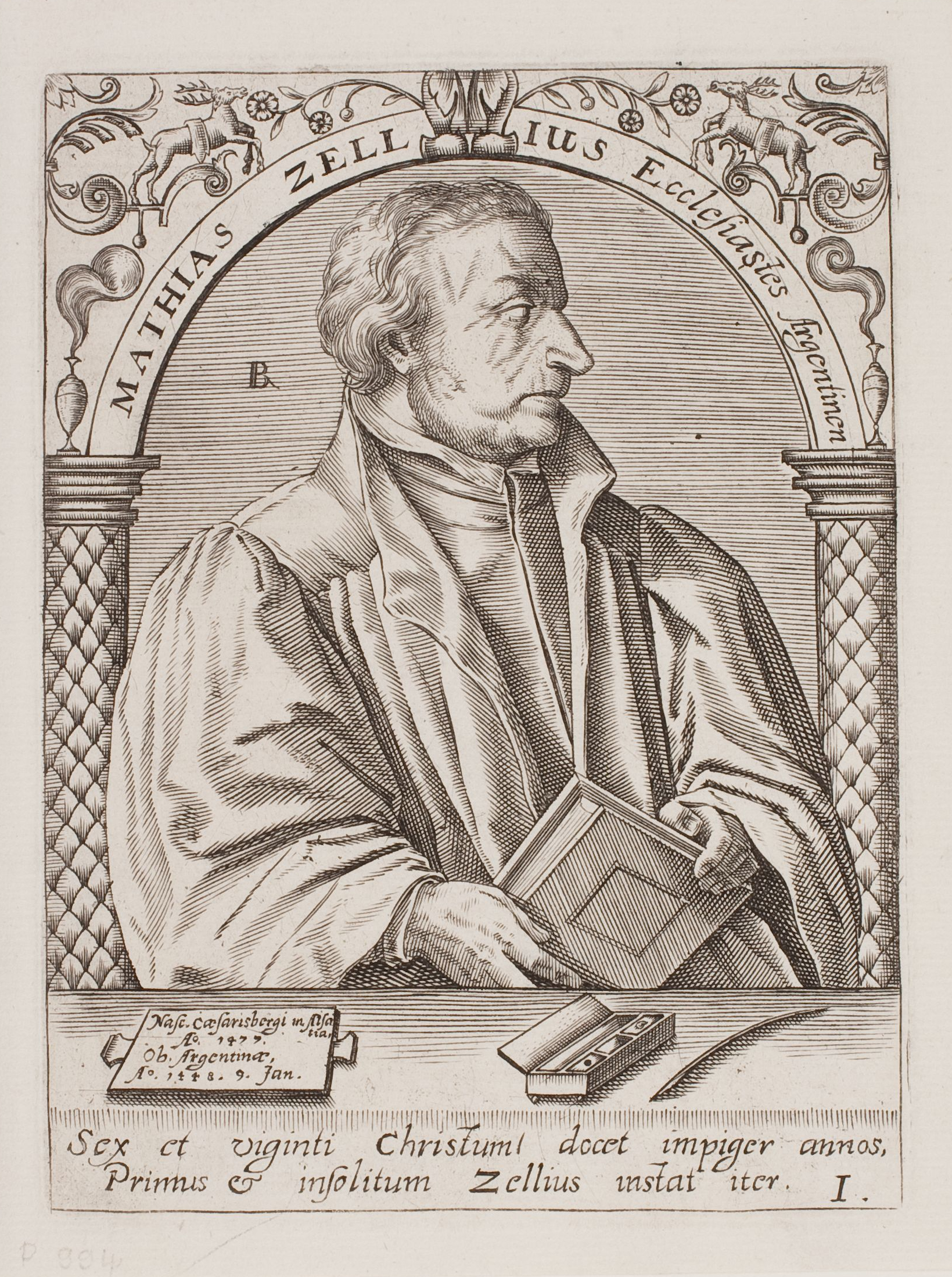
Matthäus Zell Kupferstich 16. Jh.

Matthäus Zell (auch: Mathias Zell; * 21. September 1477 in Kaysersberg; † 9. Januar 1548 in Straßburg) war ein elsässischer lutherischer Theologe und Reformator.

## Leben
Matthäus Zell war der Sohn eines Weinbauern in Kaysersberg. Er studierte an den Universitäten Mainz, Erfurt und Freiburg im Breisgau. Sein Landsmann Johann Geiler von Kaysersberg übte starken Einfluss auf ihn aus. Er las in Freiburg in der artistischen und später in der theologischen Fakultät. Hier war Urbanus Rhegius sein Schüler. 1518 wurde er Prediger am Straßburger Münster, wo er 1521 im lutherischen Sinne zu predigen begann. Da ihm die Doktor-Kanzel im Münster versperrt blieb, stellte ihm die Gemeinde einen besonderen Predigtstuhl auf. In seiner Predigt war er zwar nicht von Martin Luther abhängig, aber er las eifrig Luthers Schriften und ließ sich von ihm ins Verständnis der Schrift einführen. In schwere Kämpfe wegen seiner „Ketzerischen Opinion“ verwickelt, schrieb er als Begründung seiner Auffassung die Schrift „Christliche Verantwortung“, die erste eigene reformatorische Erscheinung auf elsässischem Boden.
Dieses Auftreten verfehlte seinen Einfluss auf den Rat nicht, der den Beschluss fasste, dass künftig „nur das Heilige Evangelium und die Lehre Gottes“ in Straßburg öffentlich verkündet werden sollten. Als Zell am 3. Dezember 1523 mit Katharina Schütz in den Ehestand trat und sich von Martin Bucer trauen ließ, war damit sein eigenes Bekenntnis abgelegt. Wenn auch bald Bucer, Wolfgang Capito und Kaspar Hedio stärker hervortraten, so blieb er doch der beliebte und volkstümliche Prediger. Die Kirchenpolitik lag ihm nicht, und auch in theologischen Lehrdifferenzen verwickelte er sich nicht.
Seinen Kollegen war seine Haltung nicht immer verständlich, die schlicht und auf das praktische Leben gerichtet war. Sein Hauptinteresse galt der Arbeit in seiner Gemeinde, der Seelsorge. Seine Weitherzigkeit war so groß, dass er Kaspar Schwenckfeld und andere Außenseiter in seinem Hause aufnahm. Mit den Schweizern stand er in brüderlichem Verkehr, so sehr er auch Luther verehrte. Ohne an der Wittenberger Konkordie unmittelbar Anteil genommen zu haben, reiste er 1538 zu Luther. Im Übrigen richtete er seine Fürsorge auf die oberdeutschen Gemeinden.
Reges Interesse zeigte er für den christlichen Unterricht. Seine Katechismusarbeiten erschienen 1534/36; beachtenswert war vor allem seine „Kurtze schriftliche Erklärung für die Kinder und angohnden“. Er wie seine Frau Katharina Zell hatten für die Jugend viel übrig und unterstützten sie reichlich. Als er starb, wurde er von der ganzen Stadt Straßburg betrauert. Er war ein Mann von lebendigem Glauben und tätiger Liebe, der für Straßburg eine hohe Bedeutung hatte.
Sein Neffe Heinrich Zell, Kartograf in Preußen, erbte u. a. die Eheringe des Paares.